# 查尔斯·欧曼
查尔斯·欧曼（1860年1月12日—1946年6月23日）是一位英国軍事史学家，出生于英属印度的穆扎法爾布爾縣，曾多年担任英國國會議員，主要作品有《古希腊史：迄至亚历山大大帝驾崩》（A History of Greece From the Earliest Times to the Death of Alexander the Great）、《拜占庭帝国史》（The Story of the Byzantine Empire）、《百年战争史：1327-1485》（England and the Hundred Years War, 1327–1485 A.D.）、《威灵顿公爵阿瑟·韦尔斯利的大军》（Wellington's Army, 1809–1814）等。